# Saison 2014 de l'équipe cycliste Novo Nordisk
La saison 2014 de l'équipe cycliste Novo Nordisk est la septième de cette équipe.

## Préparation de la saison 2014

### Arrivées et départs
| Arrivées           | Équipe 2013              |
| ------------------ | ------------------------ |
| Ruud Cremers       | Novo Nordisk Development |
| Benjamin Dilley    | Novo Nordisk Development |
| Nicolas Lefrançois | ES Torigni               |
| Charles Planet     | Remiremont VTT           |

| Départs               | Équipe 2014                   |
| --------------------- | ----------------------------- |
| Fabio Calabria        | Horizon Organic-Einstein Bros |
| Andrea Ciacchini      | Fly                           |
| Branden James Russell |                               |

## Coureurs et encadrement technique

### Effectif
| Cycliste             | Date de naissance | Nationalité      | Équipe 2013               |
| -------------------- | ----------------- | ---------------- | ------------------------- |
| Stephen Clancy       | 19 juillet 1992   | Irlande          | Novo Nordisk              |
| Paolo Cravanzola     | 10 mars 1986      | Italie           | Novo Nordisk              |
| Ruud Cremers         | 3 janvier 1992    | Pays-Bas         | Novo Nordisk Development  |
| Kevin De Mesmaeker   | 24 juillet 1991   | Belgique         | Novo Nordisk              |
| Benjamin Dilley      | 18 septembre 1991 | États-Unis       | Novo Nordisk Development  |
| Joe Eldridge         | 16 juin 1982      | États-Unis       | Novo Nordisk              |
| Joonas Henttala      | 17 septembre 1991 | Finlande         | Novo Nordisk              |
| Nicolas Lefrançois   | 27 avril 1987     | France           | ES Torigni                |
| David Lozano         | 21 décembre 1988  | Espagne          | Novo Nordisk              |
| Javier Mejías        | 30 septembre 1983 | Espagne          | Novo Nordisk              |
| Justin Stuart Morris | 19 juin 1986      | Australie        | Novo Nordisk              |
| Andrea Peron         | 28 octobre 1988   | Italie           | Novo Nordisk              |
| Aaron Perry          | 6 novembre 1987   | Nouvelle-Zélande | Novo Nordisk              |
| Charles Planet       | 30 octobre 1993   | France           | Remiremont VTT            |
| Thomas Raeymaekers   | 22 mai 1993       | Belgique         | Novo Nordisk              |
| Martijn Verschoor    | 4 mai 1985        | Pays-Bas         | Novo Nordisk              |
| Christopher Williams | 10 novembre 1981  | Australie        | Novo Nordisk              |
| Stagiaire            | Date de naissance | Nationalité      | Équipe 2014               |
| Scott Ambrose        | 23 janvier 1995   | Nouvelle-Zélande | CharterMason Giant Racing |

## Bilan de la saison

### Victoires
Aucune victoires UCI.

### Résultats sur les courses majeures
L'équipe n'est invitée sur aucune des cinq classiques majeures (Milan-San Remo, Tour des Flandres, Paris-Roubaix, Liège-Bastogne-Liège, Tour de Lombardie) ni sur aucun des trois grands tours (Tour d'Italie, Tour de France, Tour d'Espagne).

### Classements UCI

#### UCI Africa Tour
L'équipe Novo Nordisk termine à la 25e place de l'Africa Tour avec 5 points. Ce total est obtenu par l'addition des points des huit meilleurs coureurs de l'équipe au classement individuel, cependant seul un coureur est classé,.
| Rang | Coureur            | Points |
| ---- | ------------------ | ------ |
| 180  | Nicolas Lefrançois | 5      |

#### UCI America Tour
L'équipe Novo Nordisk termine à la 26e place de l'America Tour avec 35 points. Ce total est obtenu par l'addition des points des huit meilleurs coureurs de l'équipe au classement individuel, cependant seuls trois coureurs sont classés,.
| Rang | Coureur            | Points |
| ---- | ------------------ | ------ |
| 160  | Javier Mejías      | 17     |
| 285  | Kevin De Mesmaeker | 8      |
| 357  | Martijn Verschoor  | 5      |

#### UCI Asia Tour
L'équipe Novo Nordisk termine à la 83e place de l'Asia Tour avec 2 points. Ce total est obtenu par l'addition des points des huit meilleurs coureurs de l'équipe au classement individuel, cependant seul un coureur est classé,.
| Rang | Coureur      | Points |
| ---- | ------------ | ------ |
| 427  | Andrea Peron | 2      |

#### UCI Europe Tour
L'équipe Novo Nordisk termine à la 101e place de l'Europe Tour avec 47 points. Ce total est obtenu par l'addition des points des huit meilleurs coureurs de l'équipe au classement individuel, cependant seuls trois coureurs sont classés,.
| Rang | Coureur         | Points |
| ---- | --------------- | ------ |
| 408  | Joonas Henttala | 30     |
| 644  | Andrea Peron    | 13     |
| 967  | Javier Mejías   | 4      |